# Alosa aestivalis
Alosa aestivalis é uma espécie de peixe da família Clupeidae no ordem dos Clupeiformes.

## Morfologia
- Os machos podem atingir 40 cm de comprimento total e 200 g de peso.
- Número de vértebras: 47-53.

## Reprodução
Desova em rios de água doce ou salobre, os ovos são pelágicos e demersais e as larvas desenvolvem-se em rios de água doce ou salobre.

## Alimentação
Nutre-se de pulgões do mar (zygentoma), copépodes, camarões.

## Depredadores
É depredado por Hippoglossus hippoglossus, Cynoscion regalis, Morone saxatilis, Pomatomus saltator e Squalus acanthias.

## Parasitas
É parasitado por acantocéfalos e nematodas.

## Distribuição geográfica
Encontra-se no  Atlântico ocidental: desde Nova Escócia até Flórida (41 ° N - 25 ° N, 84 ° O - 60 ° O de latitude.

## Valor comercial
Comercializa-se fresco e em saladas

## Longevidade
Pode viver até os 8 anos.